# Lucio Blanco, Sinaloa
Lucio Blanco är en ort i Mexiko.   Den ligger i kommunen Salvador Alvarado och delstaten Sinaloa, i den västra delen av landet, 1 200 km nordväst om huvudstaden Mexico City. Lucio Blanco ligger 24 meter över havet och antalet invånare är 262.
Terrängen runt Lucio Blanco är mycket platt. Runt Lucio Blanco är det ganska glesbefolkat, med 43 invånare per kvadratkilometer. Närmaste större samhälle är Guamúchil, 16,5 km öster om Lucio Blanco. Trakten runt Lucio Blanco består till största delen av jordbruksmark.